# Mokhtar Mokhtar
Mokhtar Mokhtar (ar. مختار مختار; ur. 17 sierpnia 1952 w Kairze) – egipski piłkarz grający na pozycji środkowego pomocnika. W swojej karierze grał w reprezentacji Egiptu.

## Kariera klubowa
Swoją karierę piłkarską Mokhtar rozpoczął w klubie ESCO FC. W 1975 roku przeszedł do Al-Ahly Kair i grał w nim do 1984 roku, czyli do końca swojej kariery. Wywalczył z nim sześć tytułów mistrza Egiptu w sezonach 1975/1976, 1976/1977, 1978/1979, 1979/1980, 1980/1981 i 1981/1982 oraz dwa wicemistrzostwa w sezonach 1977/1978 i 1983/1984. Zdobył też cztery Puchary Egiptu w sezonach 1977/1978, 1980/1981, 1982/1983 i 1983/1984, a także Puchar Mistrzów w 1982 i Puchar Zdobywców Pucharów w 1984 roku.

## Kariera reprezentacyjna
W 1976 roku Mokhtar został powołany do reprezentacji Egiptu na Puchar Narodów Afryki 1976. Na tym turnieju zagrał cztery mecze: grupowy z Etiopią (1:1) i w fazie finałowej z Marokiem (1:2), z Gwineą (2:4) i z Nigerią (2:3). Z Egiptem zajął w nim 4. miejsce.
W 1980 roku Mokhtara powołano do kadry na Puchar Narodów Afryki 1980. Na tym turnieju rozegrał cztery mecze: grupowe z Wybrzeżem Kości Słoniowej (2:1) i z Tanzanią (2:1), półfinałowy z Algierią (2:2, k. 2:4) oraz o 3. miejsce z Marokiem (0:2). Z Egiptem zajął 4. miejsce w tym turnieju.